# Gironde-sur-Dropt
Gironde-sur-Dropt [ʒiʁɔ̃d syʁ dʁo] (gaskognisch: Gironda sau Dròt) ist eine Gemeinde mit 1.340 Einwohnern (Stand: 1. Januar 2022) im französischen Département Gironde. Sie gehört zum Kanton Le Réolais et Les Bastides im Arrondissement Langon. Die Einwohner werden Girondais genannt.

## Geografie
Gironde-sur-Dropt liegt etwa 46 Kilometer südöstlich von Bordeaux. Hier mündet der Dropt in die Garonne. Umgeben wird Gironde-sur-Dropt von den Nachbargemeinden Morizès im Norden, Les Esseintes im Norden und Nordosten, La Réole im Osten, Floudès im Südosten, Barie im Süden und Südwesten sowie Casseuil im Westen.

## Bevölkerungsentwicklung
| Jahr                       | 1962 | 1968 | 1975 | 1982 | 1990 | 1999 | 2006 | 2017 |
| -------------------------- | ---- | ---- | ---- | ---- | ---- | ---- | ---- | ---- |
| Einwohner                  | 1076 | 1103 | 1133 | 1072 | 1091 | 1105 | 1089 | 1261 |
| Quellen: Cassini und INSEE |      |      |      |      |      |      |      |      |

## Verkehr
Gironde-sur-Droptliegt an der Bahnstrecke Bordeaux–Sète und wird im Regionalverkehr mit TER-Zügen bedient.

## Sehenswürdigkeiten

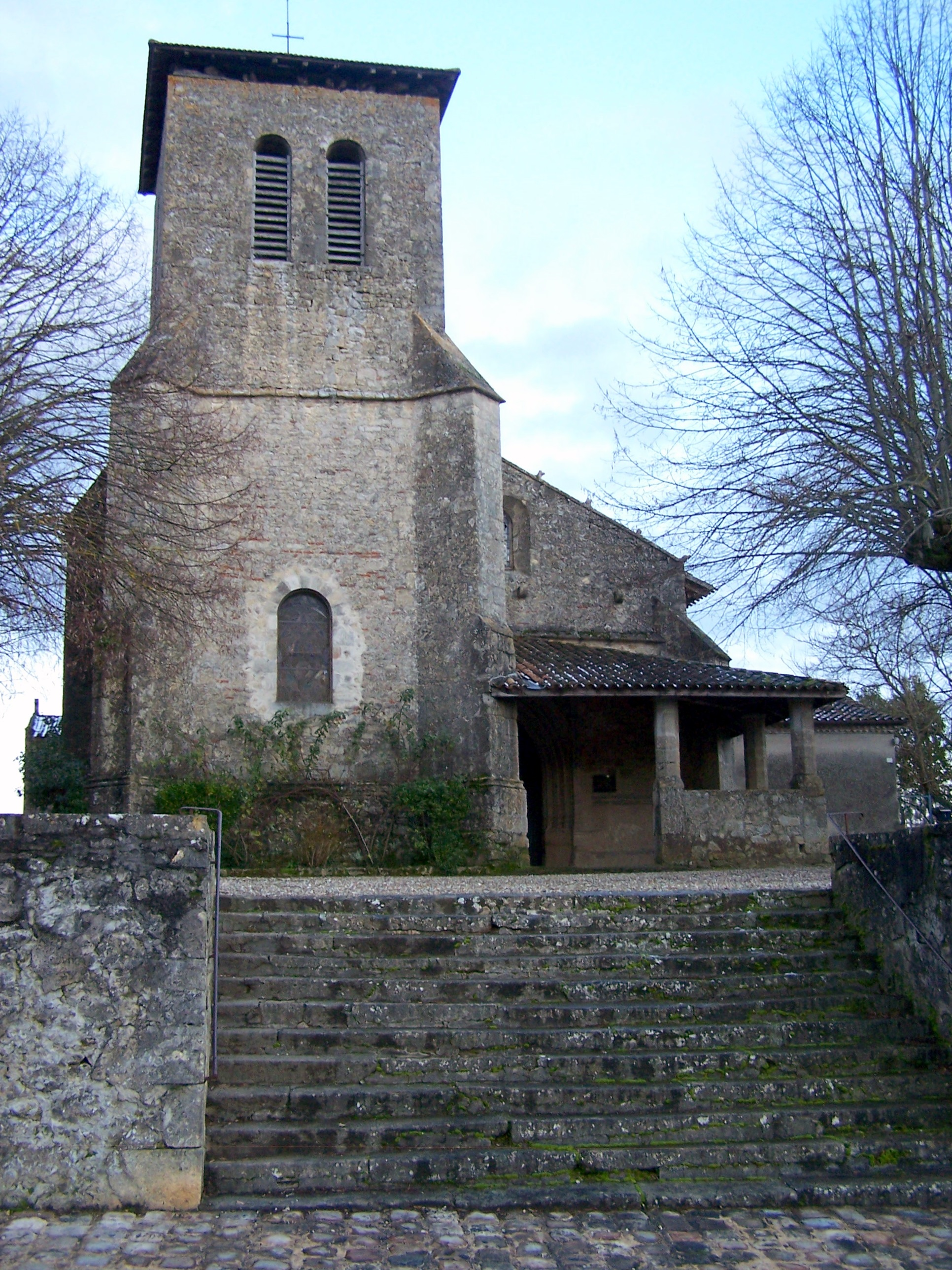
Kirche Notre-Dame

- Kirche Notre-Dame aus dem 11./12. Jahrhundert, Monument historique seit 2001